# 북위 7도
북위 7도는 적도에서 북쪽으로 7도 떨어진 위선이다. 아프리카, 아시아, 태평양, 남아메리카, 대서양을 지난다.

## 지나가는 지역
본초 자오선에서 시작해서 동쪽 방향으로, 북위 7도선은 다음 지역을 지난다.
| 좌표                                                  | 나라, 지역, 해역    | 주석                                                                                                |
| ----------------------------------------------------- | ------------------- | --------------------------------------------------------------------------------------------------- |
| 북위 7° 0′ 동경 0° 0′  / 북위 7.000° 동경 0.000°      | 가나                | 볼타호를 통과함                                                                                     |
| 북위 7° 0′ 동경 0° 33′  / 북위 7.000° 동경 0.550°     | 토고                | |
| 북위 7° 0′ 동경 1° 38′  / 북위 7.000° 동경 1.633°     | 베냉                | |
| 북위 7° 0′ 동경 2° 44′  / 북위 7.000° 동경 2.733°     | 나이지리아          | |
| 북위 7° 0′ 동경 10° 7′  / 북위 7.000° 동경 10.117°    | 카메룬              | 약 6km                                                                                              |
| 북위 7° 0′ 동경 10° 10′  / 북위 7.000° 동경 10.167°   | 나이지리아          | |
| 북위 7° 0′ 동경 10° 33′  / 북위 7.000° 동경 10.550°   | 카메룬              | 약 17km                                                                                             |
| 북위 7° 0′ 동경 10° 42′  / 북위 7.000° 동경 10.700°   | 나이지리아          | |
| 북위 7° 0′ 동경 11° 40′  / 북위 7.000° 동경 11.667°   | 카메룬              | |
| 북위 7° 0′ 동경 15° 9′  / 북위 7.000° 동경 15.150°    | 중앙아프리카 공화국 | |
| 북위 7° 0′ 동경 26° 3′  / 북위 7.000° 동경 26.050°    | 남수단              | |
| 북위 7° 0′ 동경 34° 16′  / 북위 7.000° 동경 34.267°   | 에티오피아          | |
| 북위 7° 0′ 동경 47° 1′  / 북위 7.000° 동경 47.017°    | 소말리아            | |
| 북위 7° 0′ 동경 49° 22′  / 북위 7.000° 동경 49.367°   | 인도양              | |
| 북위 7° 0′ 동경 72° 52′  / 북위 7.000° 동경 72.867°   | 몰디브              | 하알리프 환초                                                                                       |
| 북위 7° 0′ 동경 72° 58′  / 북위 7.000° 동경 72.967°   | 인도양              | 래카다이브해 - 몰디브 켈라섬 바로 북쪽을 지나감                                                     |
| 북위 7° 0′ 동경 79° 52′  / 북위 7.000° 동경 79.867°   | 스리랑카            | 바로 북쪽을 지나감 콜롬보                                                                           |
| 북위 7° 0′ 동경 81° 52′  / 북위 7.000° 동경 81.867°   | 인도양              | 벵골만                                                                                              |
| 북위 7° 0′ 동경 93° 42′  / 북위 7.000° 동경 93.700°   | 인도                | 안다만 니코바르 제도 - 대니코바르섬                                                                 |
| 북위 7° 0′ 동경 93° 57′  / 북위 7.000° 동경 93.950°   | 인도양              | 안다만해                                                                                            |
| 북위 7° 0′ 동경 99° 40′  / 북위 7.000° 동경 99.667°   | 태국                | |
| 북위 7° 0′ 동경 100° 45′  / 북위 7.000° 동경 100.750° | 타이만              | |
| 북위 7° 0′ 동경 103° 2′  / 북위 7.000° 동경 103.033°  | 남중국해            | |
| 북위 7° 0′ 동경 116° 43′  / 북위 7.000° 동경 116.717° | 말레이시아          | 보르네오섬 사바주 - 약 6km                                                                          |
| 북위 7° 0′ 동경 116° 47′  / 북위 7.000° 동경 116.783° | 남중국해            | 마루두만                                                                                            |
| 북위 7° 0′ 동경 117° 7′  / 북위 7.000° 동경 117.117°  | 말레이시아          | 보르네오섬 사바주 - 약 3km                                                                          |
| 북위 7° 0′ 동경 117° 9′  / 북위 7.000° 동경 117.150°  | 술루해              | 말레이시아 말라왈리섬 바로 남쪽을 지나감                                                            |
| 북위 7° 0′ 동경 118° 25′  / 북위 7.000° 동경 118.417° | 필리핀              | 마푼섬                                                                                              |
| 북위 7° 0′ 동경 118° 31′  / 북위 7.000° 동경 118.517° | 술루해              | |
| 북위 7° 0′ 동경 121° 55′  / 북위 7.000° 동경 121.917° | 필리핀              | 민다나오섬(삼보앙가반도 지방)                                                                       |
| 북위 7° 0′ 동경 122° 11′  / 북위 7.000° 동경 122.183° | 술라웨시해          | 모로만 - 필리핀 사콜섬 바로 북쪽을 지나감                                                           |
| 북위 7° 0′ 동경 123° 59′  / 북위 7.000° 동경 123.983° | 필리핀              | 민다나오섬                                                                                          |
| 북위 7° 0′ 동경 125° 30′  / 북위 7.000° 동경 125.500° | 다바오만            | |
| 북위 7° 0′ 동경 125° 43′  / 북위 7.000° 동경 125.717° | 필리핀              | 사말섬                                                                                              |
| 북위 7° 0′ 동경 125° 47′  / 북위 7.000° 동경 125.783° | 다바오만            | |
| 북위 7° 0′ 동경 125° 59′  / 북위 7.000° 동경 125.983° | 필리핀              | 민다나오섬                                                                                          |
| 북위 7° 0′ 동경 126° 27′  / 북위 7.000° 동경 126.450° | 태평양              | 필리핀해                                                                                            |
| 북위 7° 0′ 동경 134° 14′  / 북위 7.000° 동경 134.233° | 팔라우              | 펠렐리우주                                                                                          |
| 북위 7° 0′ 동경 134° 16′  / 북위 7.000° 동경 134.267° | 태평양              | 미크로네시아 연방 추크 제도 바로 남쪽을 지나감                                                      |
| 북위 7° 0′ 동경 158° 14′  / 북위 7.000° 동경 158.233° | 미크로네시아 연방   | 파렘페이섬(폰페이섬 바로 북쪽)                                                                      |
| 북위 7° 0′ 동경 158° 15′  / 북위 7.000° 동경 158.250° | 태평양              | 마셜 제도 아일링글라플라프 환초 바로 남쪽을 지나감 미크로네시아 연방 마주로 환초 바로 남쪽을 지나감 |
| 북위 7° 0′ 동경 171° 35′  / 북위 7.000° 동경 171.583° | 마셜 제도           | 아르노 환초                                                                                         |
| 북위 7° 0′ 동경 171° 45′  / 북위 7.000° 동경 171.750° | 태평양              | 파나마 히라콘섬과 아수에로 반도 바로 남쪽을 지나감                                                  |
| 북위 7° 0′ 서경 77° 40′  / 북위 7.000° 서경 77.667°   | 콜롬비아            | |
| 북위 7° 0′ 서경 71° 1′  / 북위 7.000° 서경 71.017°    | 베네수엘라          | 약 18km                                                                                             |
| 북위 7° 0′ 서경 70° 57′  / 북위 7.000° 서경 70.950°   | 콜롬비아            | |
| 북위 7° 0′ 서경 70° 26′  / 북위 7.000° 서경 70.433°   | 베네수엘라          | |
| 북위 7° 0′ 서경 60° 21′  / 북위 7.000° 서경 60.350°   | 영토 분쟁 지역      | 가이아나가 실효적 지배하고 베네수엘라가 영유권을 주장하는 지역                                      |
| 북위 7° 0′ 서경 58° 27′  / 북위 7.000° 서경 58.450°   | 가이아나            | 과케남섬                                                                                            |
| 북위 7° 0′ 서경 58° 23′  / 북위 7.000° 서경 58.383°   | 대서양              | |
| 북위 7° 0′ 서경 11° 37′  / 북위 7.000° 서경 11.617°   | 시에라리온          | |
| 북위 7° 0′ 서경 11° 27′  / 북위 7.000° 서경 11.450°   | 라이베리아          | |
| 북위 7° 0′ 서경 8° 17′  / 북위 7.000° 서경 8.283°     | 코트디부아르        | |
| 북위 7° 0′ 서경 3° 7′  / 북위 7.000° 서경 3.117°      | 가나                | |

## 같이 보기
- 북위 6도
- 북위 8도